# داوید پتروفسکی
داوید پتروفسکی (انگلیسی: David Petrovsky; ۲۴ سپتامبر ۱۸۸۶ – ۱۰ سپتامبر ۱۹۳۷) سیاستمدار اهل اتحاد جماهیر شوروی سوسیالیستی بود.